# Leopoldstadt
Leopoldstadt es el segundo distrito de Viena, la capital de Austria. Se encuentra inmediatamente al este del distrito I o central, la Innere Stadt, al otro lado del canal del Danubio, en alemán Donaukanal.

## Política

### Presidentes del distrito
| Presidentes desde 1945    | Presidentes desde 1945 |
| ------------------------- | ---------------------- |
| Nieser Hermann (SPÖ)      | 4/1945-5/1945          |
| Hackenberg Heinrich (SPÖ) | 5/1945-7/1945          |
| Vunetich Josef (SPÖ)      | 7/1945-1946            |
| Mayer Emil (SPÖ)          | 1946-1949              |
| Hladej Hubert (SPÖ)       | 1949-1977              |
| Bednar Rudolf (SPÖ)       | 1977-1984              |
| Weißmann Heinz (SPÖ)      | 1984-1999              |
| Kubik Gerhard (SPÖ)       | 1999-                  |